# Gnophos dilucularia
Gnophos dilucularia là một loài bướm đêm trong họ Geometridae.